# Fosa de Puysegur

La fosa de Puységur y la dorsal de Macquarie están marcados por la línea que se extiende al sur de la parte suroeste de isla Sur.

La fosa de Puysegur es una fosa oceánica situada en el sur del mar de Tasmania, al sur de Nueva Zelanda.  Se extiende sobre más de 800 km al sur del extremo suroccidental de la isla del Sur, y su extensión más austral se encuentra 400 km al oeste de las islas Auckland. La fosa tiene una profundidad máxima de 6300 m, y se formó por la subducción de la placa Indoaustraliana bajo la placa del Pacífico. Debe su nombre a Puysegur Point.
Inmediatamente hacia el este se encuentra una dorsal que forma la extensión norte de la dorsal de Macquarie, la cual separa la fosa de Puysegur de la fosa de Solander. Al oeste se encuentra la extensión de la cuenca de Tasmania, que se extiende sobre la mayor parte de la distancia a Australia. Al norte se encuentra la cuenca de Fiordland, que puede considerarse una extensión de la fosa. La fosa de Puysegur refleja las de Kermadec y Tonga al norte de Nueva Zelanda.